# Alexander Doom
Alexander Doom (né le 25 avril 1997 à Roulers) est un athlète belge, spécialiste du 400 m. Il est champion du monde en salle, champion d'Europe et détenteur du record de Belgique dans cette discipline.

## Biographie
Alexander Doom est le fils de Christ Doom qui est aussi son entraîneur.
En carrière junior, Doom a remporté en 2013 la médaille d'or sur 400 mètres au Festival olympique de la jeunesse européenne à Utrecht avec un temps de 47 s 93. En 2015, il participe au relais belge du 4x400m aux Championnats d'Europe juniors à Eskilstuna, où l'équipe termine cinquième en 3 min 14 s 12, tandis qu'aux Championnats du monde U20 à Bydgoszcz l'année suivante, le relais est éliminé en série.
En 2017, il est éliminé au premier tour des championnats d'Europe U23 sur 400 m en individuel avec un temps de 48 s 52 et termine cinquième avec le relais en 3 min 6 s 45. Deux ans plus tard, il atteint les demi-finales des championnats d'Europe U23 à Gävle mais il est disqualifié et en relais, il se blesse en finale avec une déchirure à l'ischio-jambier.
En mars 2021, il prend part aux Championnats d'Europe d'athlétisme en salle à Toruń où il se classe 20e sur 400 m et 4e en relais avec un temps de 3 min 6 s 96. Il participe aux Jeux olympiques à Tokyo en tant que relayeur et échoue au pied du podium avec une 4e place en finale. Il établit néanmoins un nouveau record national avec Sacoor, Dylan Borlée et Kévin Borlée avec un temps de 2 min 57 s 88.
Depuis juin 2021, Doom bénéficie du programme Sportifs d'Élite à la Défense qui offre de nombreuses facilités aux sportifs de haut niveau en Belgique.
En 2022, le relais belge est champion du monde du 4 x 400m en salle après avoir remporté sa série et bouclé la finale en 3 min 6 s 52.
Il remporte la médaille de bronze du relais 4 × 400 m des championnats du monde 2022, à Eugene, derrière les États-Unis et la Jamaïque.

### 2024: Champion du monde en salle et champion d'Europe
En mars 2024 aux mondiaux en salle de Glasgow, Alexander Doom signe un exploit en s'imposant dans la finale du 400 m en améliorant le record de Belgique (45 s 25). Le lendemain, il remporte une seconde médaille d'or mondiale avec le relais belge du 4 × 400 m dans un temps de 3 min 2 s 54.
En mai, il remporte le 400 mètres de la manche de Ligue de diamant de Marrakech en améliorant son record personnel en courant en 44 s 51. Fin mai au meeting Golden Spike d'Ostrava, il améliore son record en courant le 400 m en 44 s 44, à 1 centième du record de Belgique.
En juin aux championnats d'Europe à Rome, il obtient une 4e place avec le relais 4 × 400 m mixte avec l'équipe belge en portant le record de Belgique à 3 min 11 s 03. En individuel, il gagne la médaille d'or en battant le record de Belgique du 400 mètres en courant en 44 s 15. Avec le relais 4 x 400 m masculin, il remporte une seconde médaille d'or.
Lors des Jeux olympiques de Paris, il participe à la finale du relais 4 x 400 mixte. L'équipe belge se classe quatrième en améliorant le record de Belgique en 3 min 9 s 36.
En septembre 2024, il change d'entraîneur, remplaçant Philip Gilson par un duo d'entraîneurs, Koen Bellemans et Tine Bex.

## Palmarès
| Date | Compétition                    | Lieu     | Résultat | Épreuve         | Temps              |
| ---- | ------------------------------ | -------- | -------- | --------------- | ------------------ |
| 2021 | Jeux olympiques                | Tokyo    | 4e       | 4 × 400 m       | 2 min 57 s 88 (NR) |
| 2022 | Championnats du monde en salle | Belgrade | 1er      | 4 × 400 m       | 3 min 6 s 52       |
| 2022 | Championnats du monde          | Eugene   | 3e       | 4 × 400 m       | 2 min 58 s 72      |
| 2022 | Championnats d'Europe          | Munich   | 2e       | 4 × 400 m       | 2 min 59 s 49      |
| 2024 | Championnats du monde en salle | Glasgow  | 1er      | 400 m           | 45 s 25 (NR)       |
| 2024 | Championnats du monde en salle | Glasgow  | 1er      | 4 × 400 m       | 3 min 2 s 54       |
| 2024 | Relais mondiaux                | Nassau   | 3e       | 4 × 400 m       | 3 min 1 s 16       |
| 2024 | Championnats d'Europe          | Rome     | 1er      | 400 m           | 44 s 15 (NR)       |
| 2024 | Championnats d'Europe          | Rome     | 1er      | 4 × 400 m       | 2 min 59 s 84      |
| 2024 | Championnats d'Europe          | Rome     | 4e       | 4 × 400 m mixte | 3 min 11 s 03 (NR) |
| 2024 | Jeux olympiques                | Paris    | 4e       | 4 × 400 m mixte | 3 min 9 s 36 (NR)  |

## Records personnels
| Épreuve            | Temps        | Lieu    | Date         |
| ------------------ | ------------ | ------- | ------------ |
| 400 m en plein air | 44 s 15 (NR) | Rome    | 10 juin 2024 |
| 400 m en salle     | 45 s 25 (NR) | Glasgow | 2 mars 2024  |